# Damian Wayne
Damian Wayne är en fiktiv karaktär i DC Comics universum.
Damian introducerades i serierna som den biologiske sonen till Bruce Wayne och Talia al Ghul. Som ättling till Ra's al Ghul beslutade Talia att uppfostra honom enligt den senares discipliner och lagar. Redan vid den ringa åldern av tio var Damian redan en exceptionell mästare i kampsport och en ypperlig expert i svärdsfäktning, men till följd av sin stränga uppväxt så hade han också utvecklat ett rebelliskt och okontrollerbart sinne. När han kom under sin fars vård var han svår att ta hand om. Men med tiden svalnade vreden i honom och han blev mer som sina syskon. 
Vid den tid då Bruce antogs vara antingen försvunnen eller död i världens ögon tog Dick Grayson upp sin adoptivfaders mantel och förde den mörke riddarens arv vidare som Batman. Damian tilläts att kämpa vid hans sida som den nya Robin.
Efter Flashpoint förblev Damian Robin under sin fars överinseende genom den första årgången av New 52. När Gotham City hotades av Talia al Ghuls organisation Leviathan försökte Damian på eget bevåg stoppa sin mor, men tvingades istället utkämpa en hård strid mot en klon av sig själv under vilken han skadades så svårt att han avled. Damian Wayne är begravd på familjen Waynes kyrkogård intill Wayne Manor.